# 장엄미사 (베토벤)

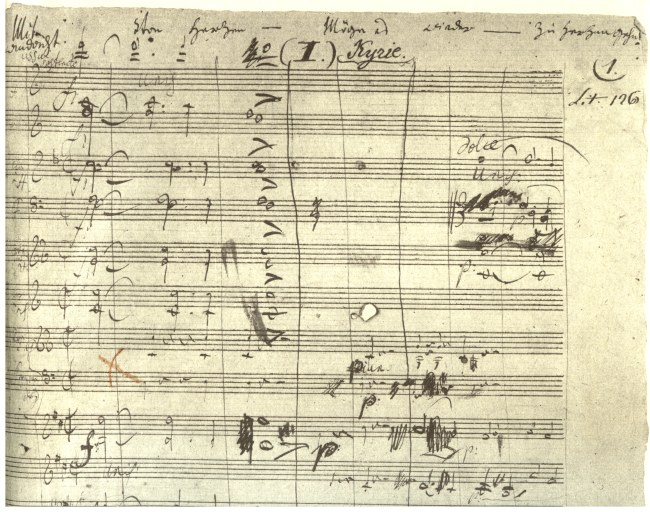

《장엄미사곡 라장조 Op. 123》(Missa Solemnis)는 베토벤의 작품이다. 1818년에서 1823년 사이에 작곡되었다. 초연은 1824년 4월 7일에 니콜라이 갈리친 왕자의 후원을 받아 러시아의 상트페테르부르크에서 이루어졌다. 베토벤이 키리에, 크레도, 아뉴스 데이 작곡을 끝냈을 때인 1824년 5월 7일에 오스트리아 빈에서 미완성인 상태로 공연되었다. 바흐의 나단조 미사곡에 이어 최고의 미사곡으로 인정받고 있으며1827년에 출판되었다. 베토벤의 작품 중 가장 길며, 베토벤은 장엄미사곡을 자신의 작품 중 최고라고 하였다. 
베토벤 그림 중 가장 유명한 그림 중에서 장엄미사 곡을 들고 작곡하고 있는 그림이 있다. 베토벤 그림 중 가장 유명한 그림 (장엄미사).jpg(베토벤을 대표하는 사진)

## 정황
1812년부터 5년간은 베토벤의 삶에서 가장 고통스러운 시간이었다. 청력은 완전히 잃었으며, 여러 가지 가족 문제, 경제적 문제, 직업적 문제가 겹쳐 창작 활동이 더욱 더뎌졌다. 1816년 건강이 매우 악화되었으나, 1817년 힘을 다시 찾아 피아노 소나타 29번 (베토벤)을 쓰기 시작한다. 이 때 종교적 작품을 쓸 생각을 하게 되었고, 1818년 첫 뼈대를 완성하고, 5년의 고된 작업 끝에 완성하였다.
장엄미사곡라고 번역되는 미사 솔렘니스(Missa solemnis)는 사제 외에 부제에 의해 행해지는 성대한 미사를 가리키고 있다. 1818년 베토벤의 이해자이며 좋은 벗이기도 했던 루돌프 대공의 올뮈츠 대주교 서품을 위해 쓴 것이 이 장엄미사곡이였다. 그러나 여전한 경제적 궁핍과 건강 상태의 악화, 그리고 친자식처럼 돌봐온 조카 카를의 후견 문제에 시달려, 예정대로의 작곡은 진척되지 않았다. 결국 1820년의 대주교 서품에는 시간이 맞지 못했고, 완성된 해는 1823년, 베토벤이 52세가 되던 해였다.
대공에게 헌정함에 있어 제1곡 키리에(kyrie,자비송. 우리를 불쌍히 여기소서)의 첫머리에 ‘마음으로부터-또다시 마음으로 가리라’ 라고 스스로 써 넣었다고 한다. 너무도 고뇌가 많은 인생을 걸어온 베토벤이 그 만년에 이르러 마음의 평화를 절실하게 기도한 종교적 고백이라고 할 만한 작품으로, 고금을 통한 종교 음악의 대표적인 명작의 하나이다.
1824년 5월 7일 부분적으로 초연되었고, 1830년 6월 29일에서야 전체적으로 초연되었다.
곡의 구성은 미사 통상문(p. 639)에 따라 5곡으로 이루어지고, 혼성4부의 독창 및 합창, 그리고 2관 편성에 바탕을 둔 관현악과 오르간에 의해 연주된다.

## 악기
- 현악기
- 플룻 2, 오보에 2, 클라리넷 2, 바순 2
- 프렌치 호른 4, 트럼펫 2, 트롬본 3
- 팀파니 2
- 소프라노, 알토, 테너, 베이스 합창단
- 소프라노, 알토, 테너, 베이스 독주자

## 구조
장엄미사곡은 5개의 악장으로 되어 있으며 각 악장은 일반적인 연중 미사의 각 부분에 해당된다.
표의 편성 항목은 약어로 표시되어 있다. S 는 성악 독창(soloists), C 는 합창(chorus), O 는 오케스트라이며, T 는 "Et homo factus est(사람이 되심을 믿습니다)" 부분의 성악 테너 독창, V 는  Benedictus(찬미받으소서) 부분의 바이올린을 의미한다. 노트 항목에서 기울인 글씨체는 베토벤이 악보에 적어놓은 메모이다.
| 번호 | 악장                                     | 마디 수 | 시작 부분                                                                                        | 빠르기                                                    | 마디 수 | 편성 | 조성                               | 박자 | 노트                                            |
| ---- | ---------------------------------------- | ------- | ------------------------------------------------------------------------------------------------ | --------------------------------------------------------- | ------- | ---- | ---------------------------------- | ---- | ----------------------------------------------- |
| 1    | 자비송 Kyrie (키리에)                    | 224     | Kyrie eleison 키리에 엘레이손 (주님 자비를 베푸소서)                                             | 매우 억제하는 듯한 빠르기로                               | 86      | SCO  | 라장조                             | 2/2  | "Mit Andacht"                                   |
| 1    | 자비송 Kyrie (키리에)                    | 224     | Christe eleison 크리스테 엘레이손 (그리스도님 자비를 베푸소서)                                   | 천천히 하나하나 분명하게                                  | 42      | SCO  | 나장조                             | 3/2  |                                                 |
| 1    | 자비송 Kyrie (키리에)                    | 224     | Kyrie eleison 키리에 엘레이손 (주님 자비를 베푸소서)                                             | 처음 빠르기로                                             | 96      | SCO  | 라장조                             | 2/2  |                                                 |
| 2    | 대영광송 Gloria (글로리아)               | 569     | Gloria in excelsis Deo 글로리아 인 엑첼시스 데오 (하늘 높은 데서는 하느님께 영광)                | 발랄하고 빠르게                                           | 130     | CO   | 라장조                             | 3/4  | Gloria theme                                    |
| 2    | 대영광송 Gloria (글로리아)               | 569     | Gratias agimus tibi 그라치아스 아지무스 티비 (감사하나이다)                                      | 조금 작고 빠르게                                          | 43      | SCO  | 내림나장조                         | 3/4  |                                                 |
| 2    | 대영광송 Gloria (글로리아)               | 569     | Domine Deus 도미네 데우스 (주 하느님)                                                            | 처음 빠르기로                                             | 56      | SCO  | 내림나장조, 바장조                 | 3/4  | Gloria theme                                    |
| 2    | 대영광송 Gloria (글로리아)               | 569     | Qui tollis peccata mundi 퀴 톨리스 페카타 문디 (세상의 죄를 없애시는 주님)                       | 적당히 폭 넓고 느리게                                     | 80      | SCO  | 라단조, 라장조, 내림나장조, 라장조 | 2/4  |                                                 |
| 2    | 대영광송 Gloria (글로리아)               | 569     | Quoniam tu solus Sanctus 쿼니암 투 솔루스 상투스 (홀로 거룩하시고)                               | 장엄하고 빠르게                                           | 50      | CO   | 라장조                             | 3/4  |                                                 |
| 2    | 대영광송 Gloria (글로리아)               | 569     | In gloria Dei Patris. Amen 인 글로리아 데이 파트리스. 아멘 (아버지 하느님 안에 계시나이다. 아멘) | 빠르지만 지나치지 않고 하나하나 분명하게                  | 99      | SCO  | 라장조                             | 4/4  | 푸가                                            |
| 2    | 대영광송 Gloria (글로리아)               | 569     | In gloria Dei Patris. Amen 인 글로리아 데이 파트리스. 아멘 (아버지 하느님 안에 계시나이다. 아멘) | 작고 한층 빠르게                                          | 66      | SCO  | 라장조                             | 2/2  | 푸가                                            |
| 2    | 대영광송 Gloria (글로리아)               | 569     | In gloria Dei Patris. Amen 인 글로리아 데이 파트리스. 아멘 (아버지 하느님 안에 계시나이다. 아멘) | 매우 빠르게                                               | 45      | CO   | 라장조                             | 3/4  | 2악장 첫 부분 반복                              |
| 3    | 사도신경 Credo (크레도)                  | 473     | Credo in unum Deum 크레도 인 우눔 데움 (천지의 창조주를 저는 믿나이다)                           | 빠르지만 지나치지 않게                                    | 124     | CO   | 내림나장조                         | 4/4  | Credo theme                                     |
| 3    | 사도신경 Credo (크레도)                  | 473     | Et incarnatus est 엣 인카르나투스 에스트 (잉태되어 나시고)                                       | 천천히                                                    | 20      | SCO  | 라 도리안                          | 4/4  |                                                 |
| 3    | 사도신경 Credo (크레도)                  | 473     | Et homo factus est 엣 호모 팍투스 에스트 (사람이 되셨음을)                                       | 걷는 속도로                                               | 12      | TCO  | 라장조                             | 3/4  | 테너 독창                                       |
| 3    | 사도신경 Credo (크레도)                  | 473     | Crucifixus etiam pro nobis 크루시픽수스 에티암 프로 노비스 (우리를 위해 십자가에 못박히셨으며)   | 천천히 풍부한 느낌으로                                    | 32      | SCO  | 라단조                             | 3/4  |                                                 |
| 3    | 사도신경 Credo (크레도)                  | 473     | Et resurrexit tertia die 엣 레조렉싯 테르티아 디 (사흗날에 부활하시어)                           | 빠르게                                                    | 6       | C    | 사 믹솔리디안                      | 4/4  | 아카펠라 합창                                   |
| 3    | 사도신경 Credo (크레도)                  | 473     | Et ascendit in coelum 엣 아센딧 인 쵤룸 (하늘에 올라)                                            | 아주 대단히 빠르게                                        | 70      | CO   | 바장조                             | 2/2  |                                                 |
| 3    | 사도신경 Credo (크레도)                  | 473     | Credo in Spiritum Sanctum 크레도 인 스피리툼 상툼 (성령을 믿으며)                                | 빠르지만 지나치치 않게                                    | 42      | CO   | 바장조                             | 4/4  | Credo theme                                     |
| 3    | 사도신경 Credo (크레도)                  | 473     | Et vitam venturi... Amen 엣 비탐 벤투리... 아멘 (영원한 삶을 믿나이다... 아멘)                   | 조금 빠르지만 지나치치 않게                               | 67      | CO   | 내림나장조                         | 3/2  | 이중 푸가                                       |
| 3    | 사도신경 Credo (크레도)                  | 473     | Et vitam venturi... Amen 엣 비탐 벤투리... 아멘 (영원한 삶을 믿나이다... 아멘)                   | 움직이며 빠르게                                           | 60      | CO   | 내림나장조                         | 3/2  | 이중 푸가                                       |
| 3    | 사도신경 Credo (크레도)                  | 473     | Et vitam venturi... Amen 엣 비탐 벤투리... 아멘 (영원한 삶을 믿나이다... 아멘)                   | 장중하게                                                  | 40      | SCO  | 내림나장조                         | 3/2  |                                                 |
| 4    | 거룩하시도다 Sanctus (상투스)            | 235     | Sanctus, Sanctus, Sanctus 상투스, 상투스, 상투스 (거룩하시도다, 거룩하시도다, 거룩하시도다)      | 천천히                                                    | 33      | SO   | 라장조                             | 2/4  | "Mit Andacht"                                   |
| 4    | 거룩하시도다 Sanctus (상투스)            | 235     | Pleni sunt coeli 플레니 순트 쵤리 (하늘에 가득찬)                                                | 빠르고 묵직하게                                           | 19      | SO   | 라장조                             |      | 푸가                                            |
| 4    | 거룩하시도다 Sanctus (상투스)            | 235     | Osanna in excelsis 오산나 인 엑첼시스 (높은 데서 호산나)                                         | 매우 빠르게                                               | 27      | SO   | 라장조                             | 3/4  |                                                 |
| 4    | 거룩하시도다 Sanctus (상투스)            | 235     | -                                                                                                | 음을 유지하며 지나치치 않게                               | 32      | O    | 사장조                             | 3/4  | "Praeludium"                                    |
| 4    | 거룩하시도다 Sanctus (상투스)            | 235     | Benedictus qui venit 베네딕투스 퀴 베닛 (오시는 분 찬미받으소서)                                 | 걷는 속도로 매우 대단히 노래부르듯이 지나치게 빠르지 않게 | 124     | SCVO | 사장조, 다장조, 사장조             | 12/8 | 바이올린 독주                                   |
| 5    | 하느님의 어린 양 Agnus Dei (아뉴스 데이) | 434     | Agnus Dei 아뉴스 데이 (하느님의 어린 양)                                                         | 천천히                                                    | 95      | SCO  | 나단조                             | 4/4  |                                                 |
| 5    | 하느님의 어린 양 Agnus Dei (아뉴스 데이) | 434     | Dona nobis pacem 도나 노비스 파쳄 (저희에게 평화를 주소서)                                       | 조금 빠르게                                               | 68      | SCO  | 라장조                             | 6/8  | "Bitte um innern und äussern Frieden"           |
| 5    | 하느님의 어린 양 Agnus Dei (아뉴스 데이) | 434     | Dona nobis pacem 도나 노비스 파쳄 (저희에게 평화를 주소서)                                       | 대단히 빠르게                                             | 26      | SCO  | 내림나장조                         | 4/4  | Martial episode 1                               |
| 5    | 하느님의 어린 양 Agnus Dei (아뉴스 데이) | 434     | Dona nobis pacem 도나 노비스 파쳄 (저희에게 평화를 주소서)                                       | 처음 빠르기로                                             | 76      | SCO  | 바장조, 라장조                     | 6/8  | Handel's Messiah citation: "And he shall reign" |
| 5    | 하느님의 어린 양 Agnus Dei (아뉴스 데이) | 434     | Dona nobis pacem 도나 노비스 파쳄 (저희에게 평화를 주소서)                                       | 매우 빠르게                                               | 88      | SCO  | 라장조, 내림나장조                 | 4/4  | Martial episode 2                               |
| 5    | 하느님의 어린 양 Agnus Dei (아뉴스 데이) | 434     | Dona nobis pacem 도나 노비스 파쳄 (저희에게 평화를 주소서)                                       | 처음 빠르기로                                             | 81      | SCO  | 내림나장조, 라장조                 | 6/8  |                                                 |

## 분석

### 제1악장 Kyrie (키리에, 자비송)
A-B-A 구조의 전통적인 3부 형식으로, 악보의 시작 부분에는 유명한 "마음에서 나와 다시 마음에 닿기를 바라며"(Vom Herzen-Möge es wieder zu Herzen gehen}라는 메모가 적혀있다. "주여, 자비를 베푸소서"(Kýrie, eléison)에 의한 제1부(아사이 소스테누토)와, "그리스도여, 자비를 베푸소서"(Christe eleison)에 의한 제2부(안단테 아사이 벤 마르카토)로 이루어진다. 제3부는 제1부를 재현한다.

### 제2악장 Gloria (글로리아. 대영광송)
6부로 구성되며, 자못 베토벤의 라장조라고 하는 격렬한 고양감이 넘치는 곡이다. 광휘로 가득한 폭발적인 울림으로 제1부(알레그로 비바체)가 개시되며, "하늘 높은 데서는 하느님께 영광"(Gloria in excelsis Deo)이 노래된다. 제2부(메노 알레그로)에서는 "주님께 감사"(Gratias agimus tibi)가 노래되고, 제3부(템포 I, 혹은 템포 프리모)에서는 다시 서두의 폭발적인 주제로 "주 하느님"(Domine Deus)이 노래된다. 제4부(라르게토)에서는 사중창으로 "세상 죄 짊어지신 주님"(Qui tollis peccata mundi)이 조용히 노래된다. 제5부(알레그로 마에스토소)에서는 "홀로 거룩하시고"(Quoniam tu solus sanctus)가 노래되고, 제6부(알레그로, 마 논 트로포 에 벤 마르카토)에서는 "성부와 성자와 영광중에, 아멘"(In gloria Dei Patris. Amen)이 노래되고, 푸가 부분을 지나면 템포가 프레스트로 가속되어, 제1부의 폭발적인 주제가 더해지고, 베토벤 다운 화려한 클라이맥스를 구축한다.